# 至正
至正（1341年—1370年）是元顺帝的第三个年号，也是元朝的最后一个年号。元朝使用至正这个年号一共30年。至正三十年四月二十八日元昭宗即位沿用。

## 改元
- 至元七年——一月一日，有詔改元至正。[2][3]
- 至正三十年——四月二十八日，元顺帝去世，元昭宗即位。五月，改明年為宣光元年。[4][5][6]

## 公元紀年對照表
| 至正 | 元年     | 二年     | 三年     | 四年     | 五年     | 六年     | 七年     | 八年     | 九年     | 十年   |
| ---- | -------- | -------- | -------- | -------- | -------- | -------- | -------- | -------- | -------- | ------ |
| 公元 | 1341年   | 1342年   | 1343年   | 1344年   | 1345年   | 1346年   | 1347年   | 1348年   | 1349年   | 1350年 |
| 干支 | 辛巳     | 壬午     | 癸未     | 甲申     | 乙酉     | 丙戌     | 丁亥     | 戊子     | 己丑     | 庚寅   |
| 至正 | 十一年   | 十二年   | 十三年   | 十四年   | 十五年   | 十六年   | 十七年   | 十八年   | 十九年   | 二十年 |
| 公元 | 1351年   | 1352年   | 1353年   | 1354年   | 1355年   | 1356年   | 1357年   | 1358年   | 1359年   | 1360年 |
| 干支 | 辛卯     | 壬辰     | 癸巳     | 甲午     | 乙未     | 丙申     | 丁酉     | 戊戌     | 己亥     | 庚子   |
| 至正 | 二十一年 | 二十二年 | 二十三年 | 二十四年 | 二十五年 | 二十六年 | 二十七年 | 二十八年 | 二十九年 | 三十年 |
| 公元 | 1361年   | 1362年   | 1363年   | 1364年   | 1365年   | 1366年   | 1367年   | 1368年   | 1369年   | 1370年 |
| 干支 | 辛丑     | 壬寅     | 癸卯     | 甲辰     | 乙巳     | 丙午     | 丁未     | 戊申     | 己酉     | 庚戌   |

## 大事记
- 至正二年—（西元1342年）—苏州狮子林开建。
- 至正十一年—（西元1351年）—红巾起义爆发。
- 至正十一年— 是元代青花云龙纹象耳瓶纪年款
- 至正十一年8月22日——江陵地震。
- 至正二十一年—（西元1361年）—朱元璋占领池州、江州、泗州，西征陈友谅，被小明王韩林儿封为吴国公。
- 至正二十一年——明玉珍在四川建立明夏政權。
- 至正二十一年——元将孛罗帖木儿与察罕帖木儿发动内乱。
- 至正二十三年——红巾军建立的韩宋政权结束。
- 至正二十三年——朱元璋击败陈友谅。
- 至正二十三年——张士诚自称吴王。
- 至正二十六年—（西元1366年）—南京明城墙开建。
- 至正二十六年——明皇陵竣工。
- 至正二十六年——泉州“亦思巴奚兵乱”结束。
- 至正二十六年二月——两淮之战结束。
- 至正二十六年八月——湖州之战。
- 至正二十六年九月——张士诚被朱元璋俘虏。
- 至正二十六年十一月——平江之战。
- 至正二十八年闰七月—（西元1368年）—元顺帝退出北京。

## 逝世
- 至正六年——布顿·仁坎珠，藏族学者
- 至正十一年——韩山童，白莲教领导人
- 至正十一年——周德清，文学家
- 至正二十三年——秃黑鲁克帖木尔汗
- 至正二十六年——明玉珍，元末红巾军将领，自称夏国皇帝
- 至正二十六年——韩林儿，元末宋的皇帝
- 至正二十六年——洪希文，诗人

## 同期存在的其他政权年号
- 中國
  - 治平（1351年－1355年十）：天完政权—徐壽輝之年號
  - 太平（1356年－1358年）：天完政权—徐壽輝之年號
  - 天啟（1358年－1359年）：天完政权—徐壽輝之年號
  - 天定（1359年－1360年）：天完政权—徐壽輝之年號
  - 天佑（1354年－1357年）：元朝時期—張士誠之年號
  - 龍鳳（1355年－1366年）：韓宋政權—韓林兒之年號
  - 大义（1360年）：陳汉政权—陳友諒之年號
  - 大定（1361年－1363年）：陳汉政权—陳友諒之年號
  - 德壽（1363年－1364年）：陳汉政权—陳理之年號
  - 天統（1363年－1366年）：明夏政權—明玉珍之年號
  - 開熙（1367年－1371年）：明夏政權—明昇之年號
  - 洪武（1368年－1398年）：明朝—明太祖朱元璋之年號
- 越南
  - 開祐（1329年－1341年）：陳朝—陳憲宗陳旺之年號
  - 紹豐（1341年－1357年）：陳朝—陳裕宗陳暭之年號
  - 大治（1358年－1368年）：陳朝—陳裕宗陳暭之年號
  - 大定（1369年）：陳朝—楊日禮之年號
  - 紹慶（1370年－1372年）：陳朝—陳藝宗陳旺之年號
- 日本
  - 建武（1334年－1338年）：后醍醐天皇与光明天皇之年号
  - 延元（1336年－1340年）：南朝—后醍醐天皇与后村上天皇之年号
  - 兴国（1340年－1347年）：南朝—后村上天皇之年号
  - 正平（1347年－1370年）：南朝—后村上天皇与长庆天皇之年号
  - 建德（1370年－1372年）：南朝—长庆天皇之年号
  - 曆應（1338年－1342年）：北朝—光明天皇之年号
  - 康永（1342年－1345年）：北朝—光明天皇之年號
  - 貞和（1345年－1350年）：北朝—光明天皇與崇光天皇之年號
  - 觀應（1350年－1352年）：北朝—崇光天皇之年號
  - 文和（1352年－1356年）：北朝—後光嚴天皇之年號
  - 延文（1356年－1361年）：北朝—後光嚴天皇之年號
  - 康安（1361年－1362年）：北朝—後光嚴天皇之年號
  - 貞治（1362年－1368年）：北朝—後光嚴天皇之年號
  - 應安（1368年－1375年）：北朝—後光嚴天皇與後圓融天皇之年號

## 参見
- 中国年号索引

## 深入閱讀
- 李崇智. . 北京: 中華書局. 2004年12月. ISBN 7101025129.
- 鄧洪波. . 臺北: 國立臺灣大學東亞經典與文化研究計劃. 2005年3月  [2021-11-06]. ISBN 9789860005189. （原始内容 (pdf)存档于2007-08-25）.

| 前一年號： 至元 | 元朝年号/北元年号 | 下一年號： 宣光 明朝：洪武 |